# Lettres de Platon
Les lettres de Platon (en grec ancien : Ἐπιστολαί) sont treize lettres attribuées au philosophe grec Platon. Autobiographiques, elles font partie du corpus platonicien.

## Présentation générale

### Contexte et contenu
Les Lettres traitent du temps passé par Platon à Syracuse, et de son influence sur des hommes politiques tels que Denys l'Ancien. Seules la deuxième et la septième lettre, la plus importante, font référence à Socrate. 

### Authenticité
Treize lettres du corpus platonicum nous sont parvenues. Certaines ont été rajoutées pour constituer jusqu'à vingt-cinq lettres, mais leur authenticité a été réfutée ; les treize qui ont été conservées par la tradition sont celles dont l'authenticité était la moins réfutable.
L'authenticité des lettres de Platon est débattue par les philologues. Leur authenticité a été communément admise jusqu'au xixe siècle mais des travaux philologiques menés par Richard Bentley, Christoph Meiners et d'autres ont jeté le doute sur l'authenticité des lettres. La première lettre est celle dont l'authenticité est la moins assurée. La douzième, ainsi que la cinquième et la neuvième, sont celles dont l'authenticité est la plus débattue.

## Résumé

### Lettre I
La première lettre est envoyée par Platon à Denys, et traite du bonheur et de la sagesse. Il se plaint au dirigeant d'avoir fait l'objet des « plus odieuses calomnies », et se désole d'avoir été « chassé plus honteusement qu'il ne conviendrait de faire un mendiant ». Il refuse la somme d'or que le tyran lui a envoyée. Il rappelle au tyran que, dans les tragédies, on dit souvent que le tyran meurt parce qu'il n'a pas d'amis.

### Lettre II
Platon envoie à Denys une lettre où il se défend d'avoir dit du mal de lui dans son dos, lors des jeux olympiques (« il a sans doute l'oreille plus fine que moi, car je n'ai rien entendu de semblable ». Platon écrit que « c'est une loi de la nature que la sagesse et souveraine puissance se réunissent : elles se cherchent l'une l'autre ». Cela explique pourquoi Platon s'est rapproché de Denys, et Denys a voulu s'entourer de Platon. 

### Lettre IX
La neuvième lettre est envoyée par Platon à Archytas de Tarente. Il rapporte qu'Archippe et Philonide sont bien arrivés à Athènes, chargés des lettres d'Archytas, et les ont distribuées à qui devait les recevoir. Platon a appris dans les lettres d'Archytas qu'il « souffr[e] beaucoup de ne pouvoir [s]e débarrasser du poids des affaires publiques qui ne te laissent aucun loisir ». Platon admet que s'adonner librement à une occupation particulière choisie est un grand bonheur, mais lui rappelle aussi que « nous ne sommes pas nés pour nous seuls ; que notre vie se partage entre notre partie, nos parents et nos amis ». Ainsi, la patrie nous appelle à la diriger, « nous serions coupables d'être sourds à sa voix, car ce serait laisser le champ libre à des hommes méprisables ».

### Lettre X
La dixième lettre est écrite par Platon à Aristote. Il félicite ce dernier, disant que « tu as toujours réglé ta conduite sur les véritables principes de la philosophie ».

### Lettre XI
La onzième lettre est envoyée par Platon à Laodamas. Il rappelle à Laodamas qu'il serait plus simple qu'il vienne à Athènes plutôt que Socrate ou lui aillent le voir. Socrate, en ce moment, « souffre d'une rétention d'urine », et Platon, lui, dit qu'il se sentirait honteux de voyager loin et d'ensuite échouer dans sa mission. Platon décide donc de donner des conseils par écrit à Laodamas. 

### Lettre XII
La douzième lettre est écrite par Platon à Archytas de Tarente. Il le remercie de lui avoir envoyé des ouvrages, qu'il trouve être d'une grande qualité. Il envoie ses propres ouvrages à Archytas.